# Shuangliu (sockenhuvudort i Kina, Hubei Sheng, lat 30,59, long 114,64)
Shuangliu är en sockenhuvudort i Kina. Den ligger i provinsen Hubei, i den centrala delen av landet, omkring 34 kilometer öster om provinshuvudstaden Wuhan. Antalet invånare är 49 364. Befolkningen består av 23 902 kvinnor och 25 462 män. Barn under 15 år utgör 12,0 %, vuxna 15-64 år 78 %, och äldre över 65 år 9,0 %.
Runt Shuangliu är det tätbefolkat, med 819 invånare per kvadratkilometer. Närmaste större samhälle är Gedian, 7,0 km söder om Shuangliu. Trakten runt Shuangliu består till största delen av jordbruksmark.
Genomsnittlig årsnederbörd är 1 738 millimeter. Den regnigaste månaden är juli, med i genomsnitt 284 mm nederbörd, och den torraste är december, med 27 mm nederbörd.